# 1615 na literatura

## Nascimentos
| Data           | Nome           | Profissão            | Nacionalidade | Observações | Ref |
| -------------- | -------------- | -------------------- | ------------- | ----------- | --- |
| 12 de Novembro | Richard Baxter | sacerdote e escritor | Inglaterra    | m. 1691     |     |

## Mortes
| Data | Nome         | Profissão        | Nacionalidade | Observações | Ref |
| ---- | ------------ | ---------------- | ------------- | ----------- | --- |
|      | Robert Armin | actor e escritor | Inglaterra    | n. 1563     |     |